# 멘카우레

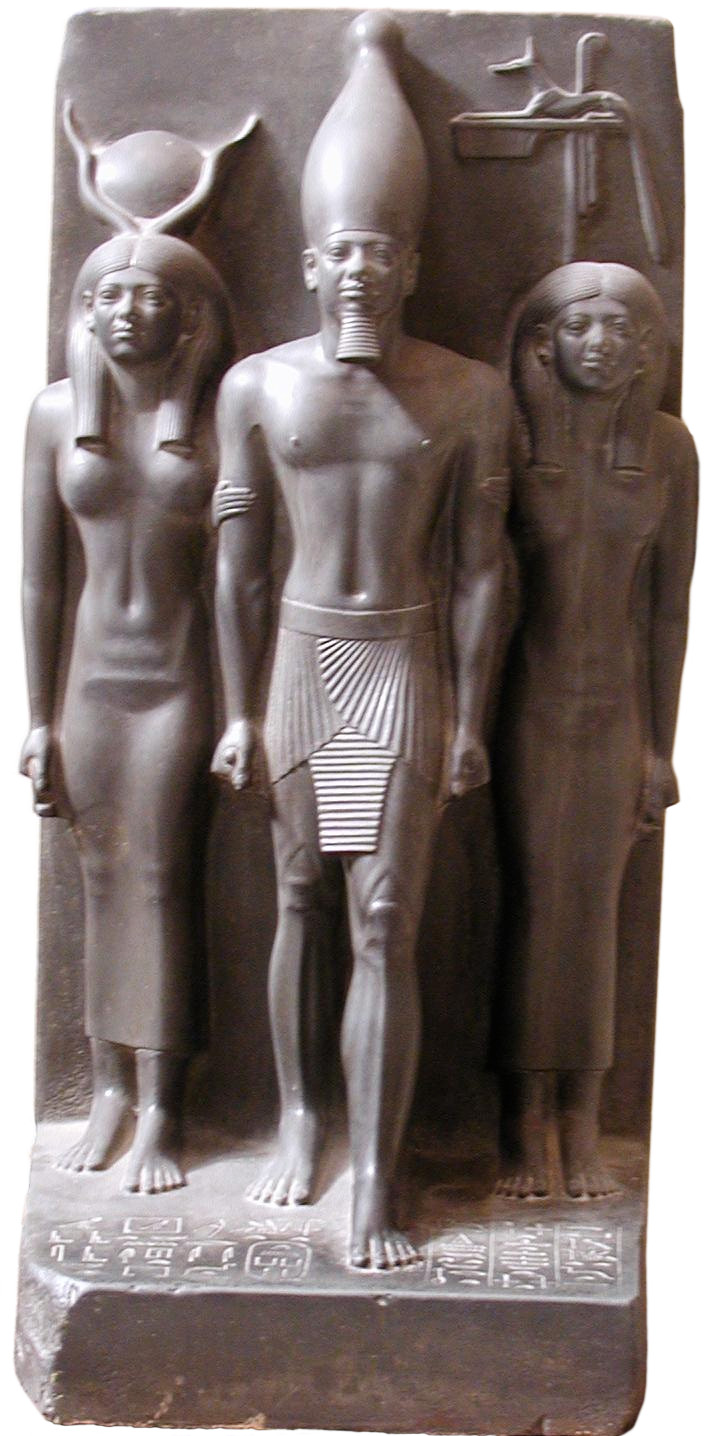

멘카우레는 카프레의 아들로, 그의 뒤를 이어 파라오가 되었다. 그의 이름 멘카우레의 뜻은 "레의 영혼처럼 영원하다"이다. 그리스어로는 미케리누스이며, 마네토의 연대기에는 멘케레로 나온다. 기자의 제3피라미드의 건설자이다.

## 전설과 제3피라미드
전설에 따르면, 멘카우레는 거대한 피라미드를 세운 쿠푸, 카프레와 달리 자비롭게 통치하였는데, 이것이 신들에게 모욕이 되었다. 신들은 부토의 신탁을 통하여 멘카우레가 6년의 치세 후에 죽고, 뒤에는 다시 억압적인 정권이 들어설 것이라 선포하였다. 멘카우레는 이에 대항하기로 결심하고, 밤에 불을 밝혀 낮과 밤을 모두 살았다고 한다. 한편, 멘카우레의 실제 치세 기간은 28년이다.
이 전설을 가지고 많은 이집트학 학자들이 의견을 달리했다. 피터 클레이턴은 이 전설에 쿠푸와 카프레 시대의 거대 공사 때문에 멘카우레가 28년씩이나 다스렸음에도 그만한 규모의 피라미드를 지을 수 없었던 현실이 반영되어 있다고 보고 있다.

## 참고 문헌
- 피터 클레이턴(Peter Clayton) 저, 정영목 역, 《파라오의 역사》, 까치, 2004